# Unendlichkeitsreihe
Die Unendlichkeitsreihe ist eine unendliche Folge von ganzen Zahlen, die der dänische Komponist Per Nørgård als mathematische Grundlage für Kompositionen verwendete.

## Definition
Die Unendlichkeitsreihe wird wie folgt konstruiert: Man beginnt mit einer Zahl {\displaystyle a_{1}\in \mathbb {Z} } und fügt eine zweite um eins erhöhte Zahl {\displaystyle a_{2}} hinzu:
{\displaystyle a_{2}=a_{1}+1}
Alle weiteren Glieder werden nach folgenden Gleichungen gebildet:
{\displaystyle a_{n}-a_{n+1}=-a_{2n-1}+a_{2n+1}=a_{2n}-a_{2n+2}}
Daraus folgt sowohl die Vorschrift für die Berechnung der folgenden Zahlen mit ungeradem Index
{\displaystyle a_{2n+1}=a_{n}-a_{n+1}+a_{2n-1}}
als auch die Vorschrift für die Berechnung der folgenden Zahlen mit geradem Index
{\displaystyle a_{2n+2}=a_{2n}-a_{n}+a_{n+1},}
die Folge ist also nach Wahl von {\displaystyle a_{1}} durch die Gleichungen eindeutig bestimmt. Die durch
{\displaystyle a_{2n}=a_{n}+1} und {\displaystyle a_{2n+1}=-a_{n+1}}
rekursiv definierte Folge erfüllt ebenfalls die angegebenen Gleichungen und ist somit gleich der Unendlichkeitsreihe. Man erhält für {\displaystyle a_{1}=0} die Folge
{\displaystyle 0,\,1,\,-1,\,2,\,1,\,0,\,-2,\,3,\,-1,\,2,\,0,\,1,\,2,\,-1,\,-3,\,\ldots } (Folge A004718 in OEIS, Index um eins verschoben),
die Folge für beliebiges {\displaystyle a_{1}} erhält man, indem man bei dieser Folge zu jedem Folgenglied {\displaystyle a_{1}} hinzuaddiert.

## Eigenschaften
Aus der rekursiven Beschreibung lässt sich ablesen, dass die aus jedem zweiten Ton der Unendlichkeitsreihe gebildete Folge die um eins transponierte Ausgangsreihe ist. Beginnt man beim ersten Glied, überspringt aber jedes zweite, so hat man eine Umkehrung der Ausgangsreihe. Überspringt man zwei Töne, erhält man wiederum einen Ausschnitt aus der Ausgangsreihe und so weiter. Innerhalb der neuen Reihen gelten logischerweise dieselben Gesetze, so dass man diesen Prozess ad infinitum fortsetzen kann – die Unendlichkeitsreihe ist voll von Selbstähnlichkeiten, mathematisch ausgedrückt handelt es sich um ein Fraktal. Betrachtet man die Reste 0 oder 1 der Folgenglieder bei der Division durch 2, erhält man die Thue-Morse-Folge.

## In der Musik
Die Unendlichkeitsreihe (dänisch „uendelighedsrækken“) findet in der Musik von Per Nørgård Verwendung, der sie 1959 als Basis seiner Musik entwickelte. In seinen Werken Voyage into the Golden Screen (1968) and Symphonie No. 2 (1970) bildet sie gar das Rückgrat der gesamten Komposition. Sie besteht nicht aus festen Tönen und hat keine vorgegebenen Intervalle wie etwa eine Zwölftonreihe. Sie kann über jede Skala (2-Ton, Diatonik, Ganzton, Chromatik, Slendro und so weiter) gebildet werden. Sie beschreibt die Position innerhalb einer beliebigen Tonhöhenskala, nicht jedoch absolute Tonhöhen. Ist die Grundskala etwa C-Dur, so entspricht die Zahl 0 dem c, die Zahl 1 dem d und so weiter. In der Ganztonskala auf fis hingegen entspricht die Zahl 0 dem fis, die Zahl 1 dem gis und so weiter.
Das folgende Notenbeispiel zeigt die ersten 32 Töne einer Unendlichkeitsreihe in G-Dur, wobei {\displaystyle a_{1}=1} gesetzt wurde und g' der 0 entspricht: